# Калинівка (Хорошівська селищна громада)
Кали́нівка (МФА: [kɐˈɫɪɲiu̯kɐ] ( прослухати); до 1963 року — Федорівка) — село в Україні, у Хорошівській селищній територіальній громаді Житомирського району Житомирської області. Населення становить 176 осіб (2001).

## Населення
За даними перепису 2001 року населення села становило 176 осіб, з них усі 100 % зазначили рідною українську мову.

## Історія
У 1906 році — Федорівка, колонія Горошківської волості Житомирського повіту Волинської губернії. Відстань від повітового міста 37 верст, від волості 5. Дворів 62, мешканців 613.
У 1932–1933 роках Калинівка постраждала від Голодомору.
У 1926—54 роках — адміністративний центр колишньої Федорівської сільської ради Хорошівського району.
3 серпня 2016 року увійшло до складу новоутвореної Хорошівської селищної територіальної громади Хорошівського району Житомирської області. Від 19 липня 2020 року, разом з громадою, в складі новоствореного Житомирського району Житомирської області.